# Вуді Вудбері
Роберт Денніс Вудбері (9 лютого 1924, Сент-Пол) — американський комік, актор, телеведучий і ведучий ток-шоу. Перш за все відомий своїми стендапами про пікантні історії та випадки. Був одним із перших стендап-коміків, які отримали золоту платівку.

## Життєпис
Роберт Денніс Вудбері народився 9 лютого 1924 року у місті Сент-Пол, штат Міннесота. Мав три сестри. З дитинства проявляв великий інтерес до музичного мистецтва, зокрема до гри на фортепіано. Разом із друзями створив власну музичну групу. Вони грали на музичних заходах середньої та старшої школи. Він також навчився грати на трубі та зрозумів, що його вроджене почуття гумору, змішане з його фортепіано, є дуже вдалою комбінацією, яка може допомогти зробити успішну кар’єру. Далі він створив тріо, яке грало на сільських вулицях і в районі Сент-Пол-Міннеаполіс.
У 1940 році вступив до Університету Міннесоти на факультет журналістики, але новина про японський напад на Перл-Гарбор мотивувала Роберта приєднатися до Корпусу морської піхоти США, де він став бойовим пілотом на літаках Grumman F4F Wildcat і F6F Hellcat та інструктором на Тихоокеанському театрі воєнних дій. Там він отримав своє прізвисько «Вуді». Чим довше йшла війна, тмм сильніше зростала потреба в пілотах-бомбардувальниках, тому його перевели з NAS Дейтона-Біч на базу морської піхоти в Ель-Торо, штат Каліфорнія, за 4 милі від Лагуна-Біч. Його навчили керувати F4U Corsair, найкращим американським винищувачем. Його знову перевели, цього разу в Мірамар, Каліфорнія, де він перевчився на бомбардувальника та був записаний до числа першої хвилі пілотов, що мали наносити удари по японським містам під час запланованого вторгнення армії США на Японський архіпелаг, але скинуті на Хіросіму та Нагасакі атомні бомби, можливо, врятували життя лейтенанта Вудбері. Також у цей період він розвинув свої артистичні здібності, розважаючи товаришів по службі грою на фортепіано.
Після закінчення Другої світової війни Роберт працевлаштувався музикантом та коміком у барах Дейтона-Біч та Маямі. Цей етап його кар'єри був перерваний після повторного призову до лав Корпусу морської піхоти США через інтервенцію ООН у Корею. Призначений пілотом ескадрильї VMF-115 у групі 33 морської авіації першого крила морської піхоти, Вуді здійснив лише близько сотні бойових вильотів. Він літав на своєму одномісному реактивному винищувачі Grumman F9F Panther разом з бейсболістом Тедом Вільямсом, Джоном Гленном (пізніше сенатором США від Огайо) та майором Джеком Болтом, який був єдиним асом Другої світової та війни у Кореї за всю історію Корпусу морської піхоти США.
Повернувшись з війни, Роберт познайомився з колишнім продюсером Флетчером Смітом, який завдяки своїм контактам із керівництвом Голлівуду посприяв появі Вудбері у деяких фільмах. Також компанія Сміта «Stereoddities» випустила вінілові платівки під назвою Woody Woodbury Looks at Love and Life, де Вудбері виконував "веселі, дотепні та шалені" пісні на фортепіано. Згодом платівка увійшла у топ-10 чарту Billboard і була нагороджена золотою платівкою. Наступні десять альбомів також мали великий успіх.
У червні 1962 року він замінив Джонні Карсона на посаді ведучого телепередачі Who Do You Trust?. Вуді був ведучим цього шоу, доки ABC не вирішила припинити свою лінійку денних ігрових шоу на користь мильних опер.
Успіх Вудбері як телеведучого та актора допоміг йому отримати роль у фільмі For Those Who Think Young з Джеймсом Дарреном, Памелою Тіффін, Полом Ліндом, Ненсі Сінатрою та Еллен Берстін у головних ролях.
У 1967 році він почав працювати з Ральфом Едвардсом над ток-шоу The Woody Woodbury Show. Усі записи цього шоу були знищені або перезаписані, можливо, через постійні конфлікти з Едвардсом, який вимагав від Вудбері бути більш різким та дискусійним, що суперечило особистому баченню шоу Вудбері.
У 1969 році він переїхав у Форт-Лодердейл, повернувшись до своєї початкової діяльності артиста та піаніста в нічних клубах міста. Майже 10 років грав у готелі LuluBelle Room. Гастролював по США і Європі.
26 травня 2012 року мер Форт-Лодердейла Джек Сейлер нагородив Вуді нагородою "За життєві досягнення" та місцем на Алеї слави Форт-Лодердейла. 18 лютого 2014 року «День Вуді Вудбері» був проголошений мером Сейлером на церемонії в мерії Форт-Лодердейла. 
Сьогодні[на коли?] Роберт Денніс Вудбері продовжує смішити людей як телеведучий турнірів по гольфу, благодійних шоу та організатора приватних корпоративних заходах.

## Особисте життя
З середини до кінця 1960-х років Вудбері переїхав із Плантейшн, штат Флорида, до Каліфорнії зі своєю другою дружиною Сюзанною та двома дітьми Кімберлі та Боббі. У середині-кінці 1970-х років він розлучився зі своєю другою дружиною.  8 серпня 2019 року Вудбері допоміг заходу пошани 97-річного Юджина «Джина» Вітковскі, який воював на фронтах Другої світової війни, та жив у Форт-Лодердейлі, штат Флорида протягом п’ятдесяти років. 

## Фільмографія
- Safe at Home!
- For Those Who Think Young (1964) - дядько Вуді Вудбері
- Орел чи решка - Адмірал О'Коннор
- Суперполіцейський
- Hardly Working
- Завжди готові - агент на літаку

## Дискографія
- Woody Woodbury Looks At Love And Life (1959)[5]
- Woody Woodbury's Laughing Room (1960)
- First Annual Message From The President Of The "Booze Is the Only Answer" Club (1960)[6]
- Woody Woodbury's Concert In Comedy (1961)
- Woody Woodbury's Saloonatics (1961)
- Woody Woodbury In The Spice Is Right (1962)
- The Best Of Woody Woodbury (1963)
- Thru The Keyhole With Woody Woodbury (1964)
- More Of Woody (1973)
- Woody Woodbury's Merriment (2001)